# Clathrine

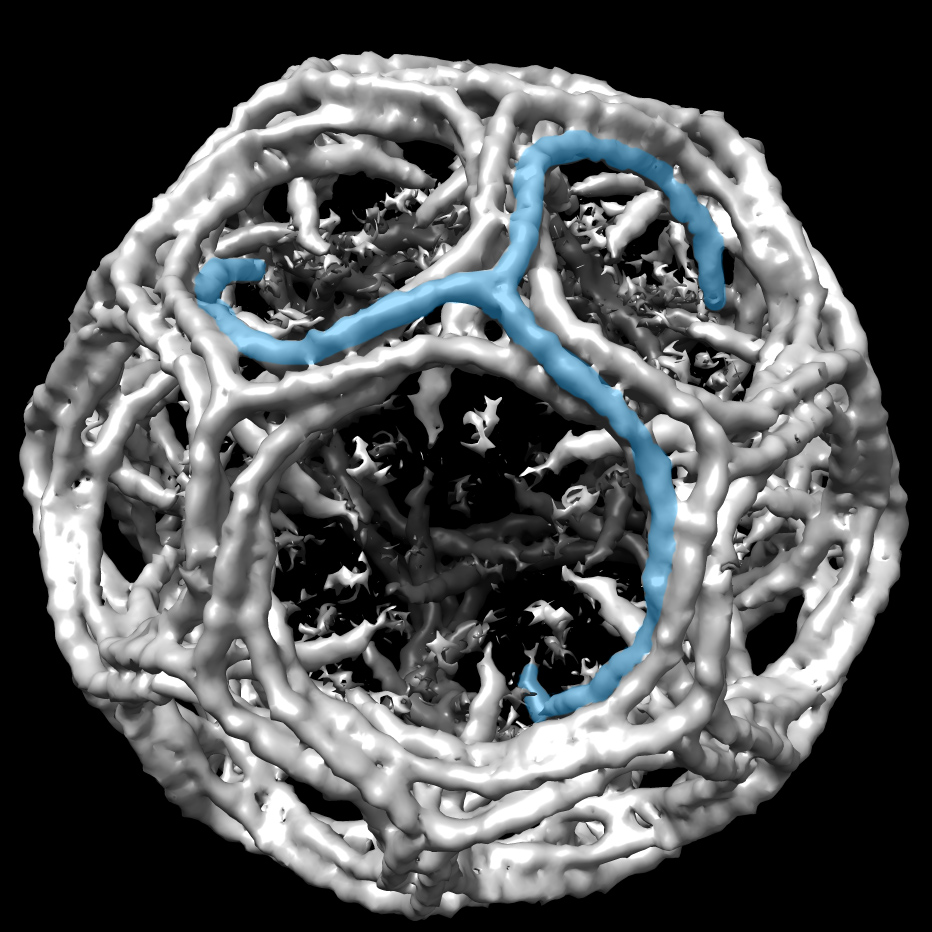
Kooi van clathrine bestaand uit 12 pentagonen en 2 hexagonen geobserveerd met cryogene electronenmicroscopie. Een van de triskelions is weergegeven in blauw.

Clathrine is een eiwit dat vesikels bedekt die de cel en de vesikels in staat stellen grote moleculen, die niet door het celmembraan passeren, op te nemen of af te scheiden. De beklede vesikels zijn ook belangrijk voor intracellulair transport van moleculen. Het eiwit vormt een kooi rond de vesikels met vijf- en/of zeshoekige mazen. Deze worden gevormd door de triskelions van clathrine, die uit drie lichte eiwitketens en drie zware eiwitketens bestaan.

## Structuur
Clathrine is ontdekt en benoemd door Barbara Pearse in 1976. Zij merkt op dat de aminozuren-sequentie van clathrine erg geconserveerd is zowel onder de verschillende weefsels als tussen verschillende soorten. Het clathrine triskelion bestaat uit drie zware ketens die verbonden zijn aan hun C-termini. Elke zware keten van ~180 kDa heeft een lichte keten van ~25 kDa die er stevig aan vastzit. De drie zware ketens vormen de structurele ruggengraat van het clathrine rooster terwijl de drie lichte ketens de vorming en de afbraak van het clathrine rooster reguleren. Er zijn twee vormen van clathrine lichte ketens, aangeduid met a en b. De belangrijkste zware keten van clathrine, waarvan het gen bij de mens gelegen is op chromosoom 17, wordt in alle cellen aangetroffen. Een tweede zware keten van clathrine, met gen op chromosoom 22, wordt tot expressie gebracht in spieren.

## Mechanisme

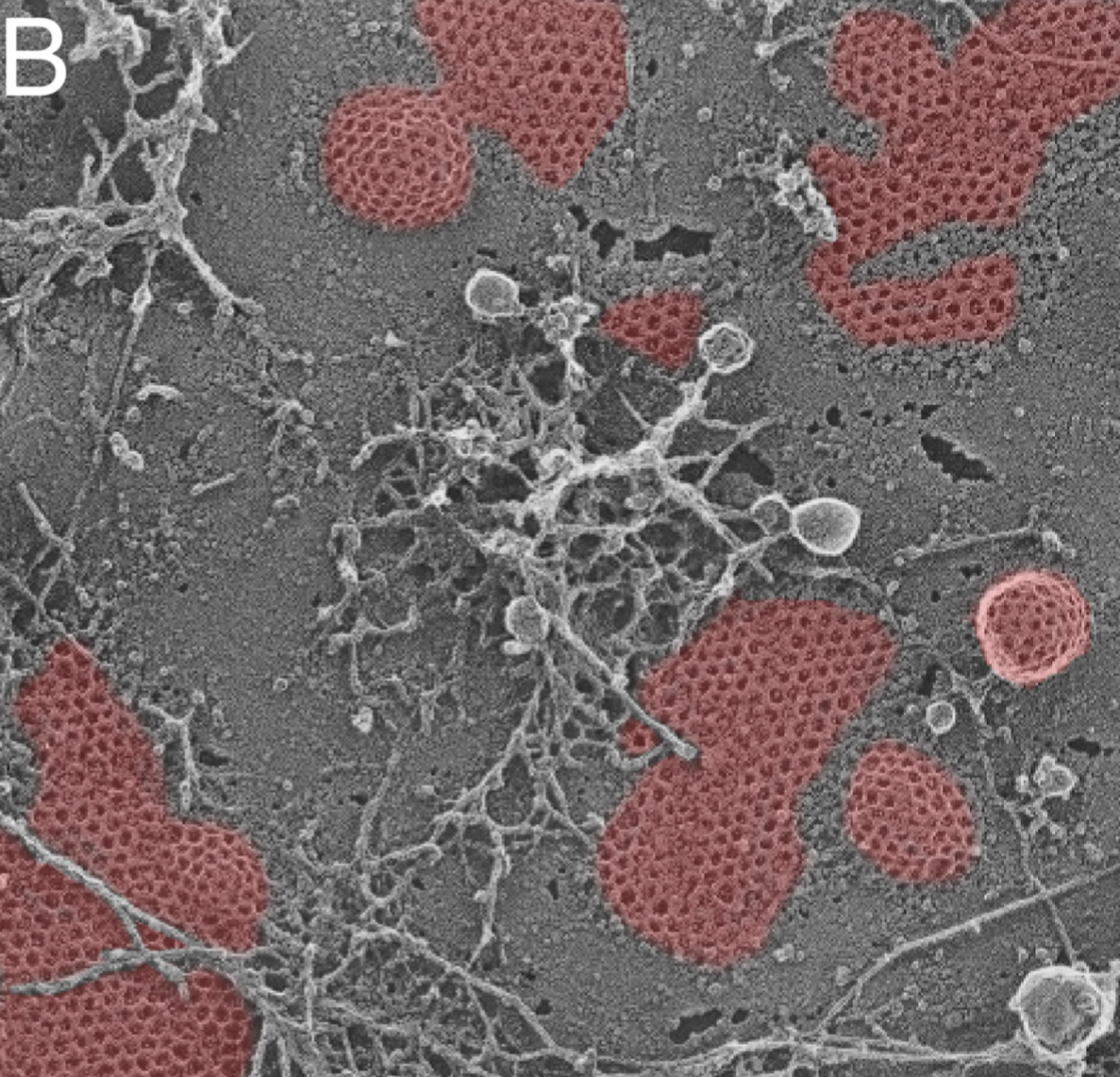
Freeze-etch elektronenmicroscopie. Clathrina aan de binnenzijde van het celmembraan (rood). Zowel de 'plaques' als de beginnende blaasjes van endocytose zijn als hobbels te zien. Ook een bekleed vesikel is rechts zichtbaar.

Gedurende endocytose, bij het opnemen van extracellulaire moleculen, trekt het celmembraan zich naar binnen en wordt met de sluiting ervan een intracellulair blaasje gevormd, dat bekleed is met clathrine en dat zich voegt naar zijn bestemming. Clathrine zelf kan mogelijk een blaasje afknijpen door interactie tussen zijn ketens en de membraanfosfolipiden. Clathrine kan mogelijk ook interageren met andere moleculen, om de vorming van blaasjes op bepaalde plekken van het membraan te garanderen en te zorgen voor hun transport naar specifieke locaties in de cel.
Clathrine kan zich niet rechtstreeks aan het membraan of aan de te transporteren lading binden en maakt gebruik van adapter eiwitten. Het triskelion bindt zich aan andere triskelia die aan het membraan vastzitten om een afgerond rooster van zeshoeken en vijfhoeken te vormen dat doet denken aan de vlakken op een voetbal. Dit geheel trekt het membraan in een uit- of instulping. Met verschillende combinaties van 5-zijdige en 6-zijdige ringen, kunnen vesikels van verschillende groottes worden samengesteld. De kleinste clathrine kooi die gewoonlijk wordt afgebeeld heeft 12 vijfhoeken en slechts twee zeshoeken.
De met clathrine bedekte vesikels sorteren hun inhoud naar het celmembraan, naar het Golgi apparaat en endosomale compartimenten. Zodra een vesikel zich losmaakt van het membraan en in het cytoplasma terechtkomt, valt de kooi snel uiteen, de clathrine wordt gerecycled terwijl het onbedekte vesikel zelf naar verschillende locaties wordt getransporteerd.

## Open vragen
Behalve de kooi van het vesikel, vormt de cel ook platte roosters van zeshoekige mazen zoals in een honingraat, die 'plaques' genoemd worden. Voor jaren was het de vraag hoe clathrine van een zeshoekige platte honingraat kon worden omgevormd tot een voetbal-structuur met vijfhoekige mazen. Algemeen wordt aangenomen dat plaques een tussenstadium zijn in de vorming van beklede blaasjes, maar het mechanisme waarmee een plat rooster verandert in een veelvlakkige kooi is nog steeds niet duidelijk. Vooral de transformatie van hexagonen in het platte rooster tot 12 pentagonen in de kooi is dan moeilijk te verklaren.